# Eveline Gottzein
Eveline Gottzein (Leipzig, 30 de setembro de 1931 - 24 de dezembro de 2023) foi uma engenheira alemã. Foi professora honorária de engenharia aeroespacial da Universidade de Stuttgart.

## Obras
- Das „Magnetische Rad“ als autonome Funktionseinheit modularer Trag- und Führsysteme für Magnetbahnen. Dissertation, München 1983. Buchausgabe: VDI-Verlag, Düsseldorf 1984, ISBN 3-18-146808-8

## Honrarias e condecorações
- 1993 Anel Werner von Siemens[2]
- 2000 Grã-Cruz da Bundesverdienstkreuz
- 2007 Fellow do American Institute of Aeronautics and Astronautics (AIAA)
- 2008 Fellow da International Federation of Automatic Control